# Ягайлово
Ягайлово — деревня в Мошенском муниципальном районе Новгородской области.

## Расположение
Ягайлово расположено на берегу Островенского озера, на территории деревни берёт начало река Радоль. Относится к Ореховскому сельскому поселению, находится в 2,5 км (4,5 км по дороге) от деревни Ореховно.

## История
Существует легенда, согласно которой происхождение топонима «Ягайлово» (а также названий ряда окрестных деревень) связано с битвой, якобы произошедшей между Великим князем Литовским Ягайло и местным князем Глебом.
Первое упоминание о Ягайлове встречается в Писцовой книге Бежецкой пятины 1581 года.

## Население
| 2010 |
| ---- |
| 23   |

В конце XIX — начале XX века — крупнейший населённый пункт Ореховской волости Боровичского уезда Новгородской губернии.
- 1880 — 50 дворов, 81 жилая постройка, 198 жителя (96 мужчин, 102 женщины)
- 1893 — 170 жителей (83 мужчины, 87 женщин)[5]
- 1911 — 47 дворов, 62 жилые постройки, 306 жителей (144 мужчины, 162 женщины)[6]
- 2004 — 20 жилых построек, 34 жителя (17 мужчин, 17 женщин).

## Предприятия и организации
- Магазин закрыт с 2010 года). Действует автолавка 2 раза в неделю.
- Медпункт - закрыт очень давно. Ближайший фельдшер в деревне Ореховно.
- Регулярного транспортного сообщения нет. Понедельник и четверг ходит коммерческая маршрутка.